# Ženatyj cholostjak
Ženatyj cholostjak (Женатый холостяк) è un film del 1982 diretto da Vladimir Abramovič Rogovoj.

## Trama
Sergej e Tamara si sono incontrati sul treno. Secondo Tamara, lei va dalla sua famiglia e con il marito si è sviluppata, ma non vuole parlarne con i parenti. Sergey, a sua volta, decide di presentarsi come suo marito, ma non è stato così semplice.